# 네이버 그린팩토리
네이버 그린팩토리(영어: NAVER Green Factory)는 대한민국 경기도 성남시 분당구 정자동에 위치한 사무용 건물로 한국의 인터넷 콘텐츠 서비스 업체인 네이버(Naver Corporation)의 본사를 운영하고 있다. 건물은 지상 27층, 지하 7층으로 2010년 3월에 완공되었다. 주차대수는 총 799대다.
그린팩토리의 에너지 절약 기능은 2011년에 굿 디자인 상을 수상했다. 이 건물은 세계적인 친환경 건물 설계 등급 시스템인 LEED에서 '백금' 인증을 받았다.
2007년에 착공하여 2010년 3월에 완공하였다. 2016년부터는 제2사옥 착공 계획이 있다. 2018년에 착공하여 2021년 2월에 완공했다.

## 기획과 건설
건물 내부는 회사의 문화와 가치가 반영될 수 있는 열린 환경을 제공하도록 설계되었다. 그 의도는 직원 들간의 의사 소통을 향상시키는 작업 공간을 만드는 것이 있다.

## 디자인과 구조

### 디자인
그린팩토리(Green Factory)의 사무실 공간은 포드(pod)처럼 디자인되어 있어 중앙의 미팅 장소에 초점을 맞춘다. 대부분의 중앙회의 공간은 비 전통적 가구를 사용하고 나머지 실내 전체에 걸쳐 표현되는 캐주얼 테마와 일치한다.

### 실내 시설
나머지 건물과 달리, 1층과 2층은 공개되어 있다. 로비에 있는 시설로는 도서관, 잡지 거리, 인포메이션 데스크가 있다.
이 도서관은 전 세계 38개국의 약 16,000,000권의 책을 포함하여 다양한 서적과 백과사전을 제공한다. 잡지 거리는 책과 함께 한국어와 외국어로 패션, 뷰티, 스포츠, 레저, IT, 요리, 비즈니스, 경제 등 다양한 범주의 250종의 잡지를 제공하는 책장이 있는 공간이다. 방문객들은 음료와 간식을 판매하는 카페와 네이버 앤 라인(Naver and Line)이 만든 캐릭터 제품 판매점을 이용할 수도 있다. 이익의 일부는 장애인을 지원하는 조직에 전달된다.
2층에 있는 콘서트 홀은 회의, 강연, 세미나, 콘서트 및 결혼식을 위한 다목적 강당이다. 강당은 최대 260명까지 수용할 수 있으며 방문자가 자유롭게 노트북을 사용할 수 있도록 각 좌석 아래에 전원 소켓이 있다.
네이버 그린팩토리에는 전문 트레이너가 직원을 위한 개인 맞춤 운동 프로그램을 제공하는 운동 센터도 있다. 기타 시설로는 카페, 야외 테라스, 헬스케어센터, 샤워실, 회복실, 마사지실 등이 있다. 같은 층에는 편의점, 여행사, 보험 대리점, 우편 서비스 및 헬프 데스크가 있다.
비상 계단은 전형적인 페인트 콘크리트 마감 대신에 다른 패턴과 디자인을 자랑한다. 한면은 공원과 같은 테마로, 밝은 조명으로 평화롭고 환경 친화적 인 분위기를 조성하기 위한 것이다. 다른 쪽은 궤도처럼 설계되어 직원들이 불에 탄 칼로리의 수를 표시하여 운동하도록 권장한다.

### 루버
스틸 및 유리 외관에는 햇빛이 건물 안으로 들어오는 것을 제한하거나 허용하는 조정 가능한 수직 루버가 있다. 루버는 일출과 일몰의 시간에 자동으로 닫히고 열리며 빌딩이 에너지를 절약할 수 있다. 특별한 경우에, 파사드(façade)는 회사의 로고와 같은 다른 이미지를 표시한다. 내부 조명은 야간 자동 루버 시스템에 의해 선택적으로 차단된다.

## 유지 보수
네이버 그린팩토리는 원래 약 3,000명의 직원을 위한 작업 공간으로 지어졌지만 현재 인구 과잉으로 인해 확장의 필요성이 제기되고 있다. 네이버는 성남시에서 구입한 12만 평방 미터 규모의 부지에 현재 본사와 인접한 2번째 본사 건물을 1,235억원에 건설하기 시작했다.

## 대중문화
- 런닝맨 - 2013년 12월 22일에 방영하였다.

## 갤러리

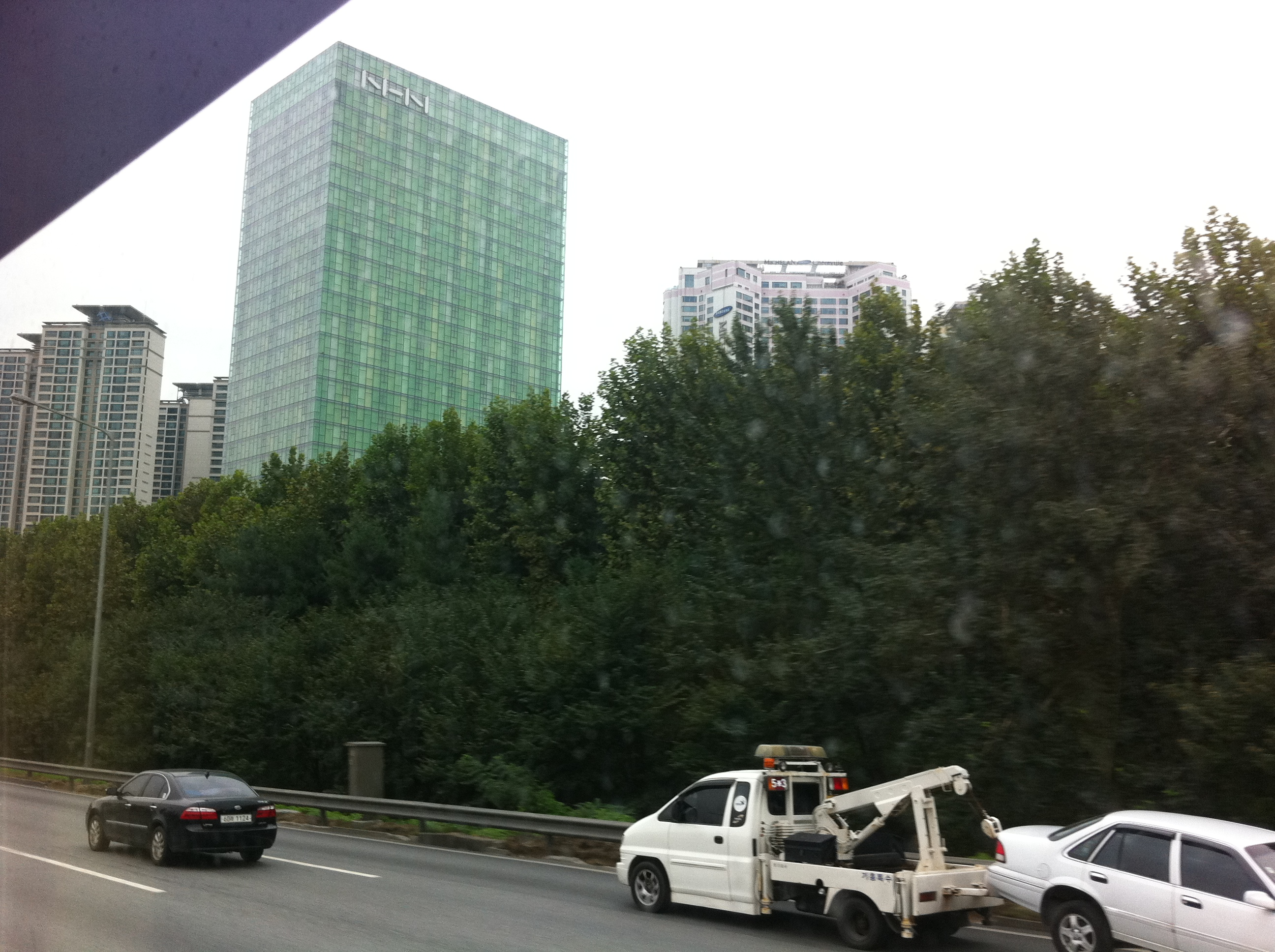
NHN 본사
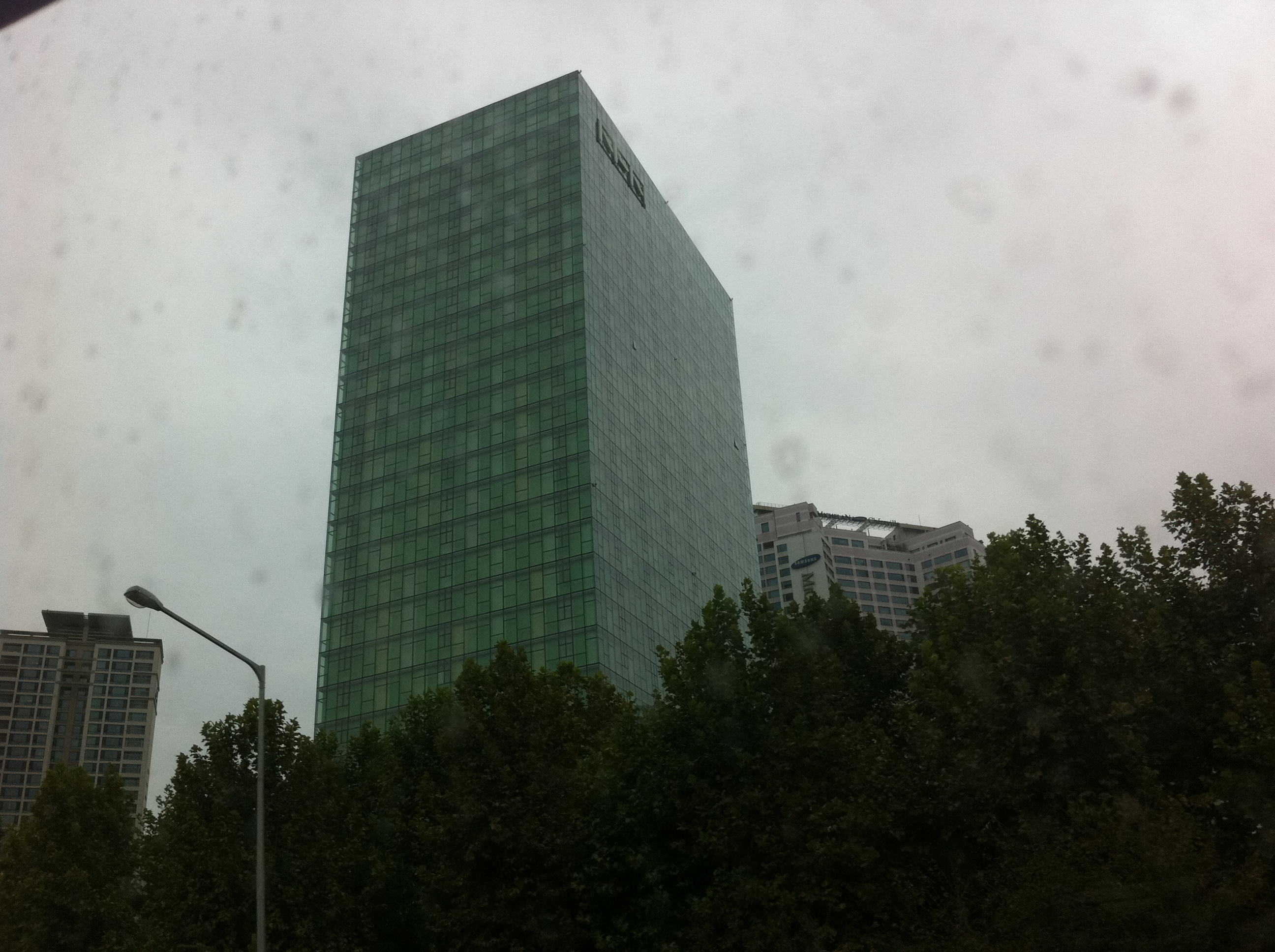
NHN 본사
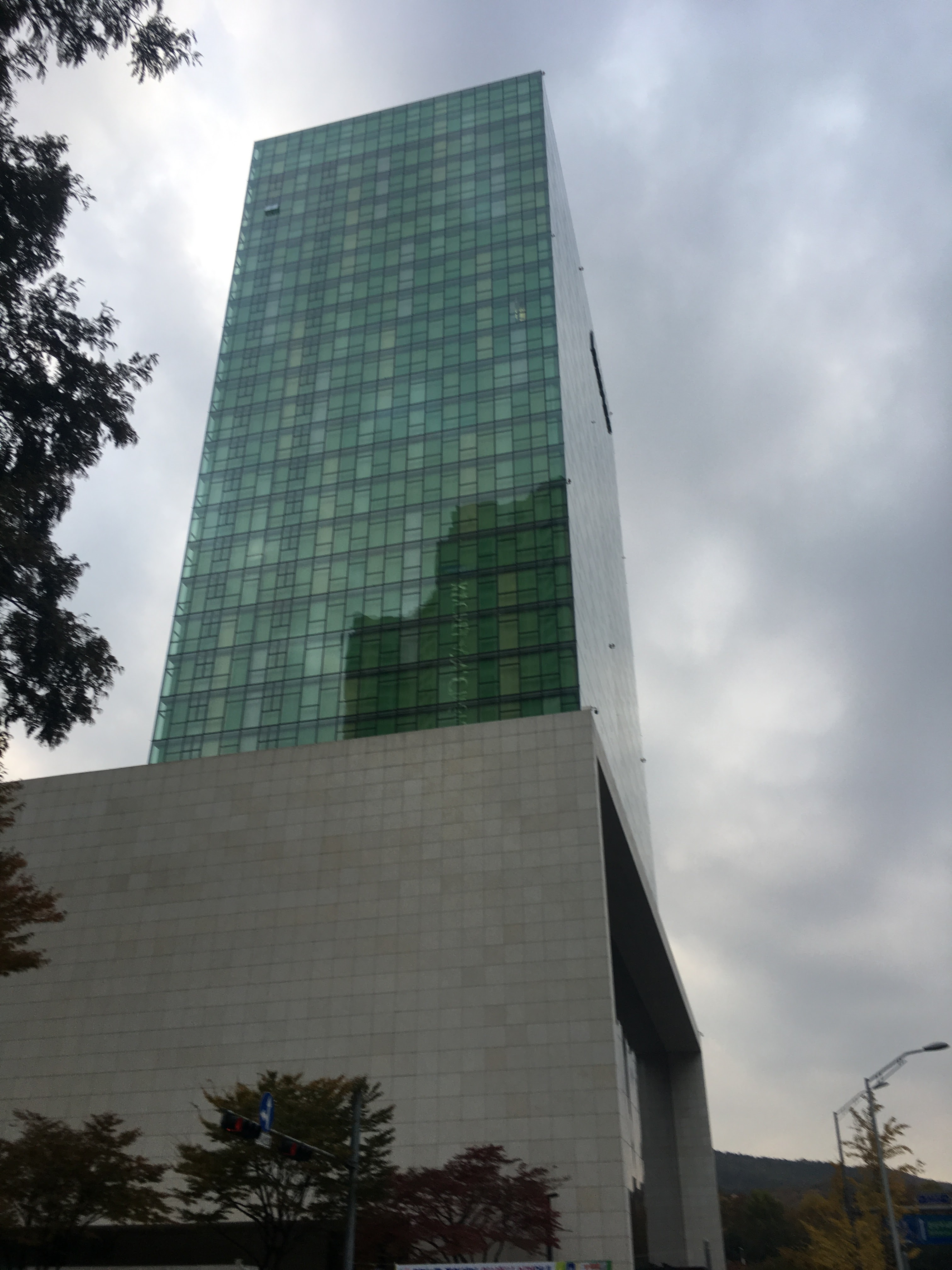
NHN 본사

## 같이 보기
- 네이버
- 네이버 주식회사
- 성남시의 마천루 목록